# Karin Leitner
Karin Leitner (* in Wien) ist eine österreichische Flötistin.

## Leben
Karin Leitner studierte an der Universität für Musik und darstellende Kunst Wien bei Wolfgang Schulz und an der Hochschule für Musik Freiburg bei Robert Aitken. Sie spielte Soloflöte und Piccolo mit den Orchestern der Wiener Staatsoper (Bühnenorchester), Royal Philharmonic Orchestra, dem BBC Symphony Orchestra und dem London Mozart Players, Irish Chamber Orchestra, London Gala Orchestra, Thames Chamber Orchestra, Wiener Mozart Orchester. Sie tourt international mit Solokonzerten sowie Kammermusikkonzerten. Karin Leitner gibt Kammermusik-Workshops in Irland, Nordirland, China, Iran, Südafrika.
Außerdem komponiert sie und schreibt Musik für Flöte, Harfe und Orchester. Sie lebt in Wien, London und Irland.

## Diskographie
- 2001 The Gardens of Birr Castle Demesne (Flöte & Harfe)
- 2006 Castle Music (Föte & Harfe)
- 2007 Soul Alignment (Flöte & Synthesizer)
- 2007 Music of Great Irish Houses (Flöte & Harfe)
- 2009 Earthmagic (Flöte, Harfe und Orchester)
- 2010 My Heart Will Go On (Titanic) (Flöte)
- 2010 The Gardens of Birr Castle Demesne (Flöte & Harfe)
- 2011 Seamagic (Flöte, Harfe und Orchester)
- 2012 Intrada (Flöte, Orgel)
- 2013 Skymagic (Flöte, Harfe und Orchester)
- 2015 Firemagic (Flöte, Harfe und Orchester)
- 2016 Christmas Magic (Flöte & Klavier)
- 2017 Heart Alignment (Flöte & Synthesizer)
- 2018 Paradise Alignment (Flöte & Synthesizer)
- 2019 Music of Irish Drawing Rooms (Flöte & Harfe)